# Jambiliara moultoni
Jambiliara moultoni är en insektsart som först beskrevs av Heinrich Hugo Karny 1923.  Jambiliara moultoni ingår i släktet Jambiliara och familjen vårtbitare. Inga underarter finns listade i Catalogue of Life.